# روجر ماشين
روجر ماشين (26 نيسان 1926 – 17 كانون الثاني 2021) حَكَم كرة قدم فرنسي دولي.

## حياته ومسيرته
وُلِدَ في مدينة تولون الفرنسية، عام 1926.
كان عضواً في اتحاد كرة القدم (FIFA) في الفترة ما بين 1964-1973، حكم بها في سِت مباريات دولية. حكم في مباريات كأس العالم عام 1970 في دوري المجموعات، مباريتين في تصفيات كأس العالم 1970، ومباريتين في تصفيات بطولة أمم أوروبا 1972.
حكم في مباريات الاتحاد الأوروبي لكرة القدم، مثل دوري أبطال أوروبا (8)، كأس الاتحاد الأوروبي (8)، وكأس الكؤوس الأوروبية (5). كما حكم في نهائي كأس الإنتركونتيننتال 1969 مباراة الذهاب، التي كانت بين إيه سي ميلان وإستوديانتيس دو لا بلاتا (0:3). حكم في مباريات الدوري الفرنسي للدرجة الأولى في الفترة 1961-75، بالإضافة إلى نهائي كأس فرنسا 1969.
توفي روجر في كانون الثاني 2021، وكان عمره 94 عاماً.

## إنجازاته
حصل على دبلوم وجائزة الحكم الدولي الخاصة من قبل اتحاد فرنسا لكرة القدم.

## روابط خارجية
روجر ماشين على موقع Soccerway.com (الإنجليزية)